# Maoristolus
Sous-famille
Genre
Maoristolus est un genre d'insectes hémiptères hétéroptères (punaises) énicocéphalomorphes, de la famille des Aenictopecheidae, le seul de la sous-famille des Maoristolinae, endémique de la Nouvelle-Zélande. 

## Description
Comme tous les Enicocephalomorpha, ces insectes ont une tête allongée, resserrée en arrière des yeux (semblant bilobée), avec des antennes de quatre articles. Comme chez les autres Aenictopecheidae, le pronotum n'a pas le lobe arrière particulièrement élargi, et la nervure costale de l'aile présente une fracture en son milieu. Par contraste avec les Nymphocorinae, les yeux sont normalement développés, la partie postérieure de la tête est couverte de soies sur sa face ventrale, mais le "cou" est imberbe; les pattes antérieures sont ravisseuses, avec le tarse se repliant sur le tibia, alors que les pattes médianes et postérieures servent à la marche. Des soies épaisses en forme d'épines se trouvent uniquement à l'apex des tibias, et sur la face ventrale du tibia antérieur. Contrairement aux autres sous-familles voisines, les tarses comptent deux articles aux pattes antérieures, médianes et postérieures (alors que la formule est 1, 1, 1 chez les Nymphocorinae et les Murphyanellinae, et 1, 2, 2 chez les Aenictopecheinae). Le tarse antérieur porte ventralement des soies en forme d'épines. Ils sont macroptères à modérément brachyptères. Sur l'aile antérieure, la veine radiale (la première veine parallèle à la bordure externe) se sépare en branches à son extrémité. La cellule basale est fermée, et la cellule discale fermée ou quasi-fermée par une veine transverse. Chez les femelles, l'ovipositeur est presque complètement absent. Chez les mâles, le pygophore comporte deux sortes de vésicules qui peuvent se gonfler. Le corps est recouvert d'une fine pilosité. Le rostre, de quatre articles, est dressé en avant, penché vers le bas à l'avant. Ils mesurent entre 3,4 et 4,4 mm de long,.  

## Répartition
Ce genre n'est rencontré qu'en Nouvelle-Zélande, dont il est endémique. Maoristolus tonnoiri se rencontre sur l'île du Nord et l'île du Sud, aini que l'île Steward. M. parvulus a été trouvé uniquement au sud de l'île du Sud.

## Biologie
La biologie de ces insectes est peu connue. Ils sont terrestres, vivant dans les régions de plaine, épigés, et probablement corticoles, trouvés, pour Maoristolus tonnoiri, sous l'écorce d'arbres pourrissant (aussi bien natifs, tels que Dacrydium cupressinum, qu'exotiques comme des Eucalyptus), ou, pour M. parvulus, dans la litière de feuilles et la mousse. On les rencontre de janvier à avril (été néozélandais). 
Ils sont prédateurs, comme tous les Enicocephalomorpha et comme le signalent les adaptations morphologiques des pattes antérieures ravisseuses. 

## Systématique
Ce genre a été décrit en 1956 par Thomas E. Woodward. Il y déplace l'espèce jusqu'alors appelée Gamostolus tonnoiri, décrite par  Ernst Evald Bergroth en 1927, qui devient l'espèce type du genre. Ce faisant, il la sépare du genre Gamostolus, endémique de Terre de Feu, et membre des Gamostolini (Aenictopecheinae) et liste les différences entre les deux genres. Woodward décrit dans le même article une seconde espèce, M. parvulus. Ce sont les deux seules espèces décrites du genre.   
En 1989, Pavel Štys définit la classification des Enicocephalomorpha, et sépare Maoristolus des autres Aenictopecheidae dans une sous-famille séparée, monotypique, les Maoristolinae. Mais dans une publication de 2013, P. Štys et P. Baňař estiment que cette sous-famille mériterait d'être élevée au rang de famille.   

### Liste d'espèces
Selon BioLib (8 novembre 2023) :
- Maoristolus parvulus Woodward, 1956
- Maoristolus tonnoiri (Bergroth, 1927)